# 賴勇霖
賴勇霖（原名賴語翔，1989年3月19日—）是馬來西亞男歌手。賴勇霖在2008年年初參加歌唱選秀節目《絕對Super Star》而得名，並奪得男子組亞軍；2009年10月16日發行個人首張同名EP。

## 家庭
賴勇霖家中排行最大，並有兩個妹妹。

## 簡歷
賴勇霖於1989年3月19日在馬來西亞沙巴州出生；2007年時曾參與第三屆Spotlite優選校花校草選舉。賴勇霖於馬來西亞韓新傳播學院接受高等教育；由賴勇霖作執導及剪接的畢業作品《靈》獲得該學院第16屆畢業影展最受歡迎短片、最佳剪接等獎項。
賴勇霖於2008年年初參加馬來西亞八度空間電視台歌唱選秀節目《絕對SuperStar》第三季男子組。賴勇霖在選秀節目的24強時，有人在互聯網傳播謠言，並傳言他是男同性戀；傳言隨即引起廣泛討論，而賴勇霖最後透過八度空間電視台發言人澄清。賴勇霖雖然在半決賽中以最低分的成績進入六強，但在決賽中得58分，差1.5分不敵徐仕豪只得男子組亞軍。賴勇霖在選秀節目後得到HLD娛樂老闆Alan的賞識下，簽約為HLD娛樂旗下的男歌手。
2009年10月16日，賴勇霖發行《賴勇霖首張同名EP》；碟中收錄《Sexy Baby》、《親愛的》以及《你好不好》三首歌曲及其卡拉OK伴唱版本外，也收錄《Sexy Baby》 的MV。

## 外部連結
- 絕對SuperStar 2008 - 男子组第三场半决赛 Part 2